# Chondrodite
Ne doit pas être confondu avec Chondrite.
La chondrodite est un minéral de la famille des nésosilicates de formule (Mg,Fe)5(SiO4)2(F,OH,O)2. Bien que ce soit un minéral relativement rare, c'est le membre le plus courant des minéraux du groupe de la humite. Il se forme dans les dépôts hydrothermaux de dolomite localement métamorphosée. On le trouve également associé au skarn et à la serpentinite.
Il fut découvert en 1817 sur le Mont Somma, partie du complexe du Vésuve en Italie, et nommé d'après le mot grec pour "granule", qui est un habitus fréquent pour ce minéral.

## Caractéristiques

### Formule
Mg5(SiO4)2F2 est la formule du corps pur donnée par l'International Mineralogical Association, avec une masse molaire de 351,6 g/mol. Cependant, il y a habituellement des ions OH dans les sites F, et Fe et Ti peuvent se substituer à Mg, et donc la formule du minéral naturel est mieux représentée par (Mg,Fe,Ti)5(SiO4)2(F,OH,O)2.

### Structure
La structure de la chondrodite repose sur un réseau hexagonal compact d'anions O, OH et F légèrement distordu avec les ions métalliques dans les sites octaédriques formant des chaînes d'octaèdres en zigzag M(O,OH,F)6. Les chaînes sont étagées de telle sorte qu'aucun des sites tétraédriques indépendants occupés par Si n'a des coins OH ou F. La moitié des sites octaédriques sont occupés par des cations divalents, principalement Mg, et un dixième des sites tétraédriques sont occupés par Si. Il y a trois types distincts d'octaèdres dans le réseau : Fe se trouve dans les sites M1 mais pas dans les sites plus grands M2 et plus petits M3. Ti se trouve dans les positions M3, qui sont les plus petites, mais la concentration en Ti semble ne jamais excéder 0,5 atomes de Ti par unité formulaire dans les échantillons naturels. Dans la série de la humite, Mg2+ est remplacé par Fe2+, Mn2+, Ca2+ et Zn2+ dans cet ordre d'abondance, bien que Mg2+ prédomine toujours.

### Réseau
Groupe d'espace : P21/b

Paramètres du réseau cristallin :

- Pôle pur F synthétique : a=7,80 Å, b=4,75 Å, c=10,27 Å, beta=109,2°.
- Pôle pur OH synthétique : a=7,914 Å, b=4,752 Å, c=10,350 Å, beta=108,71°.
- Chondrodite naturelle : a=7,867 à 7,905 Å, b=4,727 à 4,730 Å, c=10,255 à 10,318 Å, beta=109,0° à 109,33°.

Z = 2.

### Couleur

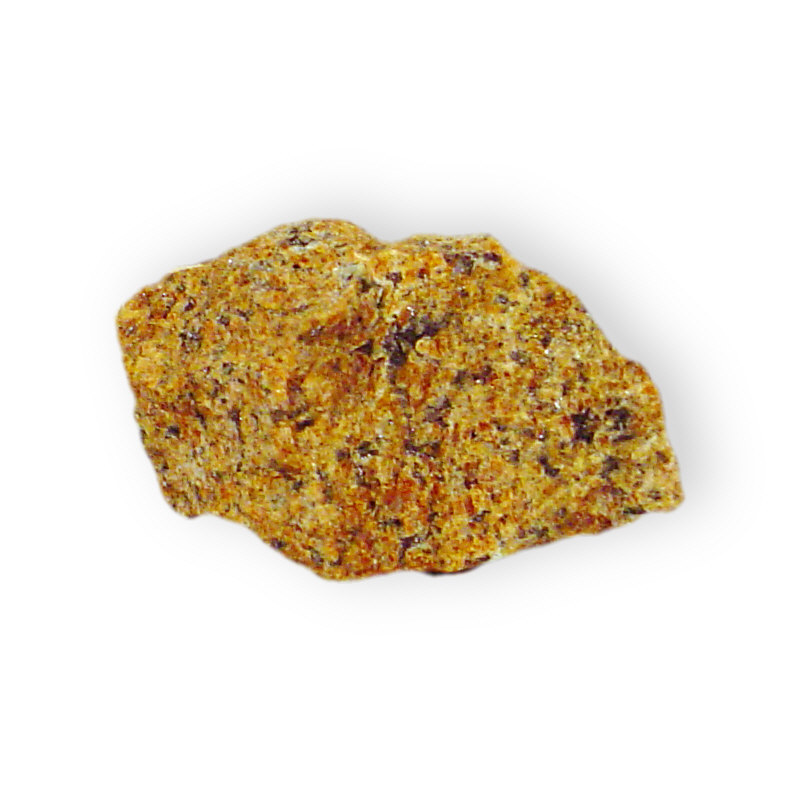
Chondrodite avec de la magnétite, mine de Tilly Foster, Brewster, État de New York aux USA

La chondrodite est jaune, orange, rouge ou brune, ou rarement incolore, mais un zonage de différentes intensités de couleur est commun, et des plaques d'intercroissance de chondrodite, de humite, de clinohumite, de forstérite et de monticellite ont été signalées.

### Propriétés optiques
La chondrodite est biaxe (+), avec des valeurs des indices de réfraction mesurées nα = 1,592 - 1,643, nβ = 1,602 - 1,655, nγ = 1,619 - 1,675, biréfringence = 0,025 - 0,037, et angle 2V mesuré : 64° à 90°, calculé : 76° à 78°. Les indices de réfraction tendent à augmenter en passant de la norbergite à la clinohumite dans le groupe de la humite. Ils augmentent également avec la teneur en Fe2+ et en Ti4+ et lorsque (OH)− se substitue à F−. Dispersion  r > v.

## Environnement
La chondrodite se trouve en abondance dans des zones de contact métamorphiques entre des roches carbonatées et des intrusions acides ou alcalines où le fluor a été introduit par des processus métasomatiques. Elle est formée par l'hydratation de l'olivine, (Mg,Fe2+)2SiO4, et est stable sur une plage de températures et de pressions qui comprennent celles existant sur une partie du manteau supérieur. 
De la chondrotite titanifère a été trouvée en inclusions dans l'olivine de la serpentinite du Groenland-Occidental, où elle est associée à la clinohumite, l'olivine, la magnésite, la magnétite et des sulfures Ni-Co-Pb dans une matrice d'antigorite,.